# 1896年アテネオリンピックのハンガリー選手団
1896年アテネオリンピックのハンガリー選手団（1896ねんアテネオリンピックのハンガリーせんしゅだん）は、1896年4月6日から4月15日にかけてギリシャ王国の首都アテネで開催された1896年アテネオリンピックのハンガリー選手団、およびその競技結果。

## 概要
今大会は金メダル2個、銀メダル1個、銅メダル3個の合計6個のメダルを獲得した。

## メダル
| メダル | 選手名                   | 競技   | 種目            |
| ------ | ------------------------ | ------ | --------------- |
| 金     | ハヨーシュ・アルフレード | 競泳   | 男子100m自由形  |
| 金     | ハヨーシュ・アルフレード | 競泳   | 男子1200m自由形 |
| 銀     | ダーニ・ナーンドル       | 陸上   | 男子800m        |
| 銅     | ソコリ・アラヨス         | 陸上   | 男子100m        |
| 銅     | ケッルネル・ジュラ       | 陸上   | 男子マラソン    |
| 銅     | ケッルネル・ジュラ       | テニス | 男子シングルス  |